# Elroy, North Carolina
Elroy är en så kallad census-designated place i Wayne County i North Carolina. Vid 2010 års folkräkning hade Elroy 3 869 invånare.